# Girișu de Criș
Girișu de Criș è un comune della Romania di 3 588 abitanti, ubicato nel distretto di Bihor, nella regione storica della Transilvania.
Il comune è formato dall'unione di 2 villaggi: Girișu de Criș e Tărian.
Fino al 2008 il comune comprendeva anche i villaggi di Cheresig e Toboliu che si sono staccati per formare un comune autonomo: Toboliu.